# Овечкін Анатолій Петрович
Овєчкін Анатолій Петрович (нар.17 червня 1928 — пом. 30 червня 2011, м. Єкатеринбург, Російська Федерація) — пілот цивільної авіації, заслужений пілот СРСР, Почесний громадянин Харкова (2009).

## Біографія
Народився 17 червня 1928 р. у Кіровській області у Росії.
Закінчив Ташкентську військову школу штурманів та Павлодарську школу пілотів. Почав літати у санітарному підрозділі у Молдавії у 1945 році, де успішно виконав 270 завдань. Бажання вдосконалюватися та літати на великих транспортних літаках привело його в 1948 році у Харків. У період з 1948 р. по 1992 р. очолював Харківське авіапідприємство цивільної авіації. За цей час Овєчкін пройшов шлях від другого пілота літака Лі-2 до керівника підприємства. У статусі командира корабля він здійснював перші пасажирські рейси на літаках Ан-10, Ан-12, Ту-134 з Харківського аеропорту. Овечкін опанував усі типи літаків, що експлуатувалися на підприємстві.
У 1954 році з метою підготовки льотних кадрів Овечкін був направлений до Китайської Народної Республіки. З 1959 року по 1979 рік Овечкін був командиром харківського об'єднаного авіазагону Українського управління цивільної авіації. У 1966 р. Анатолій Овєчкін закінчив Харківський юридичний інститут.
За 37 років літної роботи він мав наліт 17500 годин та пілотував на 21 типі літаків. Він вніс вагомий внесок у розвиток цивільної авіації міста Харкова та в організацію робіт по реконструкції злітно-посадкової смуги Харківського аеропорту, яка дозволила приймати сучасні літаки.
Неодноразово Анатолій Овечкін обирався депутатом міської та обласної рад.
Анатолій Овечкін помер 30 червня 2011 року у м. Єкатеринбурзі.

## Нагороди і відзнаки
- Орден Леніна,
- Орден Трудового Червоного Прапора"
- Орден «Знак Пошани»
- Почесний громадянин Харкова (2009)
- Заслужений пілот СРСР
- Відмінник охорони здоров'я СРСР

Також Анатолій Овечкін нагороджувався іноземними орденами і медалями.